# Fivelgo

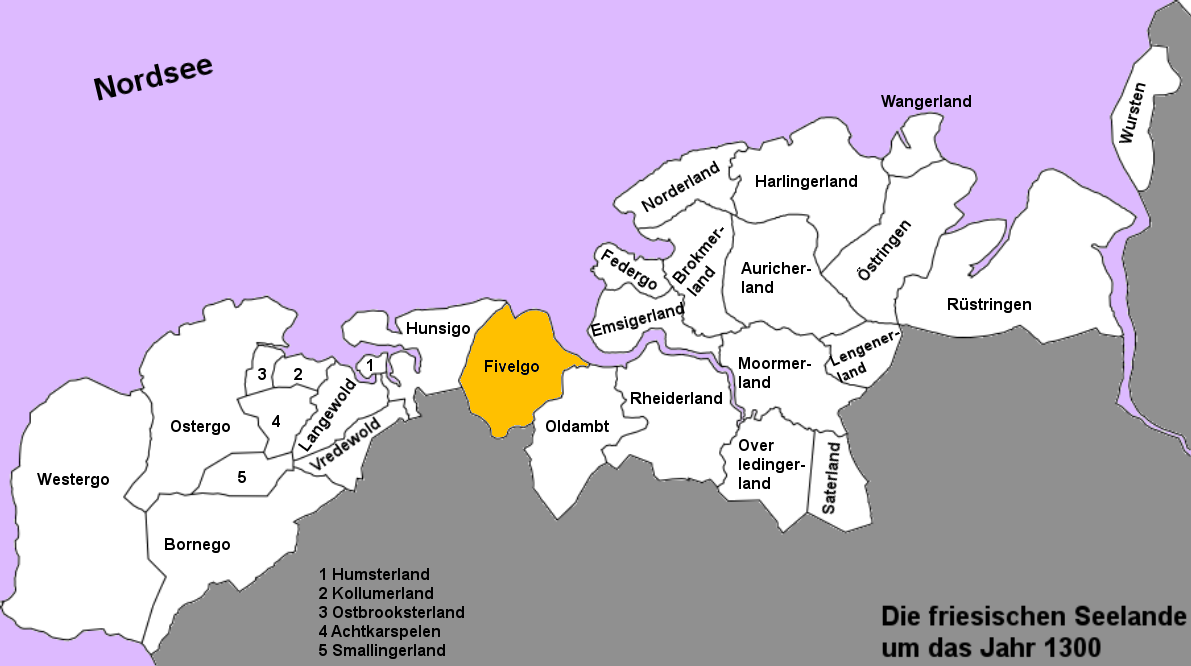
Fivelgo in den Seelanden um das Jahr 1300

Fivelgo (auch: Fivelingo) ist eine Landschaft in der niederländischen Provinz Groningen. Die Westgrenze war einst das Maarvliet, während die Tjamme als Ostgrenze in etwa mit der Ostgrenze der Gemeinde Slochteren übereinstimmt. Fivelgo grenzt im Westen an Hunsingo, im Osten an das Oldambt und die Emsmündung und im Süden an das Gorecht.
Der Name Fivelgo bezeichnet den „Gau der Fivel“, ein ehemaliger Fluss in diesem Gebiet. Fivelgo war das zweite Mitglied der Ommelander Union. Erst war Garrelsweer der wichtigste Ort, später übernahm Appingedam diese Funktion. Genau wie Hunsigo war Fivelgo ursprünglich ein friesischer Gau und lag im so genannten Klein-Friesland.
Fivelgo bestand aus den Landesvierteln Duurswolderadeel, Hoogelaandsteradeel und Oosteradeel. Im 13. Jahrhundert wurden die Landesviertel abgeschafft und Fivelgo wurde als ein einheitliches Gebiet angesehen. Das Land war häufig Überschwemmungen ausgesetzt. Aus Fivelgo sind wichtige altfriesische Textquellen erhalten geblieben.
Koordinaten: 53° 15′ N, 6° 45′ O